# Soraya Sherif
Soraya Sherif  (* 3. Juli 1934 in Ägypten) ist eine ägyptische Mathematikerin und Hochschullehrerin. Sie wurde als jüngste Professorin für Reine Mathematik an die Ain-Schams-Universität in Kairo berufen.

## Leben und Werk
Sherif stammte aus einer Familie mit vier Mädchen und vier Jungen. Nach Abschluss ihrer Sekundarschulausbildung studierte sie von 1952 bis 1956 Mathematik am Women’s College der Ain-Schams-Universität. Sie unterrichtete danach als Lehrerin an der Moharram Bey School in Alexandria. Mit einem Stipendium für das Studium an einer englischen Universität ging sie 1958 an die University of Nottingham. Hier erhielt sie 1960 in Mathematik den Master of Science. 1963 promovierte sie an der University of Birmingham bei Brian Kuttner und kehrte in die Vereinigte Arabische Republik zurück. Sie nahm an  verschiedenen internationalen Konferenzen in Großbritannien und Europa teil. Die erste Konferenz, an der sie teilnahm, das British Mathematical Colloquium fand 1959 in Cardiff statt. 1962 wurde sie von der UAR-Botschaft zu internationalen Konferenzen in London und Stockholm delegiert. Mit etwas mehr als 26 Jahren wurde sie als Professorin für Reine Mathematik als die jüngste Professorin an die Ain-Schams-Universität in Kairo berufen. Sie entdeckte neue Lösungen für die Tauber-Theoreme und ist für dieses Gebiet bekannt wie Harry Pitt und Alfred Tauber.